# Mercedes-Benz type 639
Mercedes-Benz type 639 er typekoden for Mercedes-Benz Vito og Viano fra 2003 og frem.
Den findes som kassevogn og minibus, med 4- og 6-cylindrede dieselmotorer og med 6-cylindrede benzinmotorer.

## Billeder
- Mercedes-Benz Vito Kombi
- Mercedes-Benz Vito Kombi
- Mercedes-Benz Viano
- Mercedes-Benz Viano

## Motorer
| Model       | Cylindre | Ventiler | Slagvolume       | Effekt / omdr.         | Moment / omdr.     |
| Diesel      | Diesel   | Diesel   | Diesel           | Diesel                 | Diesel             |
| ----------- | -------- | -------- | ---------------- | ---------------------- | ------------------ |
| 109 CDI     | R4       | 16       | 2,1 L (2148 cm³) | 70 kW (95 hk) / 3800   | 250 Nm / 1400−2600 |
| 111 CDI     | R4       | 16       | 2,1 L (2148 cm³) | 85 kW (116 hk) / 3800  | 290 Nm / 1600−2600 |
| 111 CDI 4×4 | R4       | 16       | 2,1 L (2148 cm³) | 80 kW (109 hk) / 3800  | 290 Nm / 1600−2600 |
| 115 CDI     | R4       | 16       | 2,1 L (2148 cm³) | 110 kW (149 hk) / 3800 | 330 Nm / 1800−2400 |
| 115 CDI 4×4 | R4       | 16       | 2,1 L (2148 cm³) | 110 kW (149 hk) / 3800 | 330 Nm / 1800−2400 |
| 120 CDI     | V6       | 24       | 3 L (2987 cm³)   | 150 kW (204 hk) / 3800 | 440 Nm / 1600−2400 |
| Benzin      |          |          |                  |                        |                    |
| 119         | V6       | 18       | 3,2 L (3199 cm³) | 140 kW (190 hk) / 5600 | 270 Nm / 2750−4750 |
| 123         | V6       | 18       | 3,7 L (3724 cm³) | 170 kW (231 hk) / 5600 | 345 Nm / 2500−4500 |
| 126         | V6       | 18       | 3,5 L (3498 cm³) | 190 kW (258 hk) / 5900 | 340 Nm / 2500−5000 |